# Coma d'Orient
La Coma d'Orient és una coma i una partida rural del terme municipal de Conca de Dalt, en terres de l'antic municipi d'Hortoneda de la Conca, al Pallars Jussà.
Està situada a l'extrem nord-oriental del terme, als peus de la Serra de Boumort (nord-oest). És una ampla coma formada pel barranc de la Coma d'Orient, que més endavant es transforma en el barranc de l'Infern. Al centre de la coma hi ha una agrupació de bordes, algunes antics masos, coneguts com els Masos de la Coma. Pertanyen a famílies d'Hortoneda.
La més occidental és la Borda d'Aubarell; després hi havia la del Músic, desapareguda; a continuació, venia l'agrupació de bordes de la zona central de la coma, el Clot de la Ginebrosa: la Borda de Senllí, la Borda de Maladent, la Borda del Gorret i la Borda d'Isabel, les dues primeres amb una segona construcció que és una pallissa; més a orient hi ha el Pletiu del Querolar, on hi havia la borda d'aquest nom, i encara més a orient hi havia hagut la Borda de Savoia. Com la major part de les bordes, acollien una població estacional estable, de primavera a tardor.

## Etimologia
Es tracta d'un topònim romànic de caràcter descriptiu: és la coma situada a l'extrem oriental del seu terme municipal.

## La partida rural de la Coma d'Orient
Consta de 38,8941 hectàrees de conreus de secà i erms per a pastures, amb zones de bosquina, matolls i terres improductives. Tanmateix, la partida inclou algunes terres que no són pròpiament de la coma geogràfica, sinó de les muntanyes que l'envolten i fins i tot d'alguns paratges que travessa el camí que mena a la Coma d'Orient des d'Hortoneda.